# Liste der Bodendenkmale in Harpstedt
In der Liste der Bodendenkmale in Harpstedt sind die Bodendenkmale der niedersächsischen Gemeinde Harpstedt aufgeführt. Die Quelle ist der Denkmalatlas Niedersachsen.
- Diese Liste erhebt keinen Anspruch auf Vollständigkeit.
- Die Angaben ersetzen nicht die rechtsverbindliche Auskunft der zuständigen Denkmalschutzbehörde.
- Es sind nur Daten aus dem Denkmalatlas verarbeitet.
- Der Stand der Liste ist der 22. Juni 2025.

Harpstedt im Landkreis Oldenburg

## Allgemein
In den Spalten finden sich folgende Informationen des Bodendenkmales:
| Lage         | geographische Koordinaten                                                           |
| Bezeichnung  | Bezeichnung lt. Denkmalatlas                                                        |
| Beschreibung | Beschreibung lt. Denkmalatlas                                                       |
| ID           | Objekt-ID                                                                           |
| Bild         | Bild, ggf. zusätzlich mit Link zu weiteren Fotos im Medienarchiv Wikimedia Commons. |

## Harpstedt
| Lage                        | Bezeichnung                  | Beschreibung | ID       | Bild           |
| --------------------------- | ---------------------------- | --- | -------- | -------------- |
| 52° 54′ 33″ N, 8° 35′ 28″ O | Harpstedt 87, Sonnenstein    | Rillenstein, auf der Spitze stehend mit fast quadratischem Grundriss. Br. 0,8 m; T. 0,3 m; H. 1,1 m. In die Schauseite sind 12 konzentrische Kreise eingemeißelt. | 28954809 | Weitere Bilder |
| 52° 54′ 24″ N, 8° 35′ 44″ O | Harpstedt 88, Niederungsburg | | 28955885 |                |
| 52° 56′ 4″ N, 8° 36′ 45″ O  | Harpstedt 95, Grabhügel      | Durchmesser ca. 19 m und Höhe ca. 0,8 m. Mit flachen Mulden und Furchen, der südöstliche Bereich durch Waldweg angeschnitten.                                     | 28955888 | BW             |
| 52° 54′ 32″ N, 8° 35′ 28″ O | Harpstedt 97, Burg           | | 28942158 |                |

### Harpstedt 1
- ID: 28954799
- Grabhügelfeld mit 15 Hügeln (Dm. 7 – 16 m; H. 0,35 – 1 m).

| Lage                        | Bezeichnung  | Beschreibung                                                                                         | ID       | Bild |
| --------------------------- | ------------ | --- | -------- | ---- |
| 52° 53′ 42″ N, 8° 32′ 32″ O | Harpstedt 1  | Durchmesser ca. 7 m und Höhe ca. 0,5 m. Annähernd rund. Kuppe flach gewölbt und Rand abgesetzt.      | 28958542 | BW   |
| 52° 53′ 43″ N, 8° 32′ 32″ O | Harpstedt 2  | Durchmesser ca. 11 m und Höhe ca. 0,7 m. Rand abgesetzt und Kuppe gewölbt.                           | 28958543 | BW   |
| 52° 53′ 43″ N, 8° 32′ 32″ O | Harpstedt 3  | Größe ca. 9 × 8 m und Höhe ca. 0,6 m. Mit tiefer Eingrabung und Beschädigungen an den Randbereichen. | 28958545 | BW   |
| 52° 53′ 44″ N, 8° 32′ 32″ O | Harpstedt 4  | Durchmesser ca. 10 m und Höhe ca. 0,35 m. Fast rund mit abgeflachter Kuppe und auslaufendem Rand.    | 28958548 | BW   |
| 52° 53′ 44″ N, 8° 32′ 33″ O | Harpstedt 5  | Durchmesser ca. 16 m und Höhe ca. 0,7 m. Leicht oval. Rand gewölbt und abgesetzt.                    | 28958549 | BW   |
| 52° 53′ 44″ N, 8° 32′ 32″ O | Harpstedt 6  | Durchmesser ca. 9 m und Höhe ca. 0,4 m. Annähernd rund mit flacher Kuppe und auslaufendem Rand.      | 28958550 | BW   |
| 52° 53′ 44″ N, 8° 32′ 32″ O | Harpstedt 7  | Durchmesser ca. 11 m und Höhe ca. 0,55 m. Annähernd rund mit abgesetzten Rand.                       | 28958551 | BW   |
| 52° 53′ 44″ N, 8° 32′ 30″ O | Harpstedt 8  | Durchmesser ca. 12 m und Höhe ca. 0,5 m. Annähernd rund mit auslaufendem Rand.                       | 28958547 | BW   |
| 52° 53′ 43″ N, 8° 32′ 31″ O | Harpstedt 9  | Durchmesser ca. 13 m und Höhe ca. 0,8 m. Annähernd rund mit gewölbter Kuppe und auslaufendem Rand.   | 28958552 | BW   |
| 52° 53′ 43″ N, 8° 32′ 31″ O | Harpstedt 10 | Durchmesser ca. 12 m und Höhe ca. 0,6 m. Rund mit flacher Kuppe und abgesetztem Rand.                | 28958553 | BW   |
| 52° 53′ 42″ N, 8° 32′ 30″ O | Harpstedt 11 | Durchmesser ca. 12 m und Höhe ca. 0,6 m. Fast rund mit abgeflachter Kuppe und auslaufendem Rand.     | 28958554 | BW   |
| 52° 53′ 44″ N, 8° 32′ 30″ O | Harpstedt 12 | Durchmesser ca. 13 m und Höhe ca. 1 m. Fast rund mit Mulde und auslaufendem Rand.                    | 28958555 | BW   |
| 52° 53′ 43″ N, 8° 32′ 29″ O | Harpstedt 13 | Durchmesser ca. 10 m und Höhe ca. 1 m. Fast rund mit gewölbter Kuppe und auslaufendem Rand.          | 28958556 | BW   |

### Harpstedt 16
- ID: 28954800
- Grabhügelfeld mit 27 Hügeln (Dm. 5 – 23 m; H. 0,3 – 1,1 m).

| Lage                        | Bezeichnung  | Beschreibung                                                                               | ID       | Bild |
| --------------------------- | ------------ | ------------------------------------------------------------------------------------------ | -------- | ---- |
| 52° 53′ 49″ N, 8° 32′ 33″ O | Harpstedt 16 | Durchmesser ca. 18 m und Höhe ca. 0,9 m. Annähernd rund.                                   | 28958669 | BW   |
| 52° 53′ 50″ N, 8° 32′ 33″ O | Harpstedt 17 | Durchmesser ca. 12 m und Höhe ca. 0,5 m. Annähernd rund mit unförmiger Oberfläche.         | 28958675 | BW   |
| 52° 53′ 50″ N, 8° 32′ 31″ O | Harpstedt 18 | Durchmesser ca. 9 m und Höhe ca. 0,6 m. Annähernd rund.                                    | 28958678 | BW   |
| 52° 53′ 50″ N, 8° 32′ 31″ O | Harpstedt 19 | Durchmesser ca. 5 m und Höhe ca. 0,3 m. Annähernd rund.                                    | 28958930 | BW   |
| 52° 53′ 50″ N, 8° 32′ 30″ O | Harpstedt 20 | Durchmesser ca. 12 m und Höhe ca. 0,3 m.                                                   | 28958682 | BW   |
| 52° 53′ 50″ N, 8° 32′ 31″ O | Harpstedt 21 | Durchmesser ca. 12 m und Höhe ca. 0,4 m.                                                   | 28958782 | BW   |
| 52° 53′ 50″ N, 8° 32′ 32″ O | Harpstedt 22 | Durchmesser ca. 13 m und Höhe ca. 0,5 m. Gestört.                                          | 28958787 | BW   |
| 52° 53′ 51″ N, 8° 32′ 31″ O | Harpstedt 23 | Durchmesser ca. 10 m und Höhe ca. 0,5 m.                                                   | 28958677 | BW   |
| 52° 53′ 51″ N, 8° 32′ 30″ O | Harpstedt 24 | Durchmesser ca. 11 m und Höhe ca. 0,5 m. Leicht oval.                                      | 28958791 | BW   |
| 52° 53′ 51″ N, 8° 32′ 30″ O | Harpstedt 25 | Durchmesser ca. 9 m und Höhe ca. 0,4 m. Leicht oval.                                       | 28958793 | BW   |
| 52° 53′ 51″ N, 8° 32′ 30″ O | Harpstedt 26 | Durchmesser ca. 8 m und Höhe ca. 0,5 m. Annähernd rund.                                    | 28958785 | BW   |
| 52° 53′ 50″ N, 8° 32′ 29″ O | Harpstedt 27 | Durchmesser ca. 14 m und Höhe ca. 0,5 m. Annähernd rund.                                   | 28958792 | BW   |
| 52° 53′ 50″ N, 8° 32′ 28″ O | Harpstedt 28 | Durchmesser ca. 16 m und Höhe ca. 0,5 m. Annähernd rund.                                   | 28958795 | BW   |
| 52° 53′ 51″ N, 8° 32′ 28″ O | Harpstedt 29 | Durchmesser ca. 15 m und Höhe ca. 1,1 m.                                                   | 28958796 | BW   |
| 52° 53′ 50″ N, 8° 32′ 27″ O | Harpstedt 30 | Durchmesser ca. 14 m und Höhe ca. 0,6 m.                                                   | 28958797 | BW   |
| 52° 53′ 51″ N, 8° 32′ 27″ O | Harpstedt 31 | Größe ca. 13 × 7 m und Höhe ca. 0,6 m. Länglich mit starken Störungen.                     | 28958798 | BW   |
| 52° 53′ 50″ N, 8° 32′ 26″ O | Harpstedt 32 | Durchmesser ca. 19 m und Höhe ca. 1,1 m. Annähernd rund.                                   | 28958799 | BW   |
| 52° 53′ 50″ N, 8° 32′ 25″ O | Harpstedt 33 | Durchmesser ca. 7 m und Höhe ca. 0,6 m. Leicht unförmig.                                   | 28958801 | BW   |
| 52° 53′ 50″ N, 8° 32′ 25″ O | Harpstedt 34 | Durchmesser ca. 10 m und Höhe ca. 0,4 m. Annähernd rund, am nördlichen Rand angeschnitten. | 28958803 | BW   |
| 52° 53′ 50″ N, 8° 32′ 24″ O | Harpstedt 35 | Durchmesser ca. 10 m und Höhe ca. 0,4 m.                                                   | 28958807 | BW   |
| 52° 53′ 50″ N, 8° 32′ 25″ O | Harpstedt 36 | Durchmesser ca. 10 m und Höhe ca. 0,4 m.                                                   | 28958809 | BW   |
| 52° 53′ 50″ N, 8° 32′ 23″ O | Harpstedt 37 | Durchmesser ca. 13 m und Höhe ca. 0,5 m.                                                   | 28958811 | BW   |
| 52° 53′ 50″ N, 8° 32′ 20″ O | Harpstedt 38 | Größe ca. 23 × 20 m und Höhe ca. 0,5 m. Oval.                                              | 28958910 | BW   |

### Harpstedt 56
- ID: 28954804
- Grabhügelfeld mit sieben Grabhügeln, Dm. 10 – 20 m und H. 0,3 – 1,5 m aufweisen. Erhaltungszustand ist unterschiedlich.

| Lage                       | Bezeichnung  | Beschreibung                                                                            | ID       | Bild |
| -------------------------- | ------------ | --------------------------------------------------------------------------------------- | -------- | ---- |
| 52° 55′ 3″ N, 8° 31′ 1″ O  | Harpstedt 56 | Durchmesser ca. 13 m und Höhe ca. 1,1 m. Annähernd rund, hochgewölbt.                   | 28958680 | BW   |
| 52° 55′ 6″ N, 8° 31′ 0″ O  | Harpstedt 57 | Durchmesser ca. 17 m und Höhe ca. 1 m. Gestörte Oberfläche.                             | 28959169 | BW   |
| 52° 55′ 6″ N, 8° 30′ 58″ O | Harpstedt 58 | Größe ca. 11 × 8 m und Höhe ca. 0,8 m. Leicht oval (von Nordwest-Südost).               | 28959173 | BW   |
| 52° 55′ 7″ N, 8° 31′ 2″ O  | Harpstedt 59 | Durchmesser ca. 14 m und Höhe ca. 1,5 m. Durch kleinen Suchgraben in der Mitte gestört. | 28959174 | BW   |
| 52° 55′ 7″ N, 8° 31′ 4″ O  | Harpstedt 60 | Durchmesser ca. 11 m und Höhe ca. 0,3 m. Durch Rodungsarbeiten stark gestört.           | 28959172 | BW   |
| 52° 55′ 7″ N, 8° 31′ 6″ O  | Harpstedt 61 | Durchmesser ca. 15 m und Höhe ca. 1,2 m. Annähernd rund mit Kopfstich in der Mitte.     | 28959175 | BW   |

### Harpstedt 62
- ID: 28954805
- Grabhügelfeld.

| Lage                        | Bezeichnung  | Beschreibung                                                                         | ID       | Bild |
| --------------------------- | ------------ | ------------------------------------------------------------------------------------ | -------- | ---- |
| 52° 55′ 31″ N, 8° 35′ 43″ O | Harpstedt 64 | Durchmesser ca. 18 m und Höhe ca. 0,8 m.                                             | 28963293 | BW   |
| 52° 55′ 31″ N, 8° 35′ 46″ O | Harpstedt 67 | Durchmesser ca. 12 m und Höhe ca. 0,7 m. Am Westrand von Rodungswall angeschnitten.  | 28963303 | BW   |
| 52° 55′ 31″ N, 8° 35′ 47″ O | Harpstedt 68 | Durchmesser ca. 14 m und Höhe ca. 0,9 m.                                             | 28961287 | BW   |
| 52° 55′ 31″ N, 8° 35′ 48″ O | Harpstedt 69 | Durchmesser ca. 14 m und Höhe ca. 0,9 m.                                             | 28956771 | BW   |
| 52° 55′ 32″ N, 8° 35′ 47″ O | Harpstedt 70 | Durchmesser ca. 18 m und Höhe ca. 1 m.                                               | 28955193 | BW   |
| 52° 55′ 33″ N, 8° 35′ 48″ O | Harpstedt 72 | Durchmesser ca. 17 m und Höhe ca. 1 m.                                               | 28956765 | BW   |
| 52° 55′ 32″ N, 8° 35′ 45″ O | Harpstedt 73 | Durchmesser ca. 15 m und Höhe ca. 1,2 m. Im Nordbereich durch Waldweg angeschnitten. | 28955307 | BW   |
| 52° 55′ 33″ N, 8° 35′ 43″ O | Harpstedt 74 | Durchmesser ca. 14 m und Höhe ca. 1,3 m.                                             | 28955306 | BW   |
| 52° 55′ 34″ N, 8° 35′ 44″ O | Harpstedt 76 | Größe ca. 20 × 15 m und Höhe ca. 1 m. Oval.                                          | 28942165 | BW   |
| 52° 55′ 36″ N, 8° 35′ 44″ O | Harpstedt 77 | Durchmesser ca. 25 m und Höhe ca. 1,5 m. Durch Abtragung im Mittelbereich zerstört.  | 28961428 | BW   |

### Harpstedt 79
- ID: 28954807
- Grabhügelgruppe mit vier Hügeln, gehört in die vorröm. Eisenzeit (Jastorf a).

| Lage                        | Bezeichnung  | Beschreibung | ID       | Bild |
| --------------------------- | ------------ | --- | -------- | ---- |
| 52° 55′ 18″ N, 8° 31′ 52″ O | Harpstedt 79 | | 28954807 | BW   |
| 52° 55′ 15″ N, 8° 31′ 50″ O | Harpstedt 81 | | 28959280 | BW   |
| 52° 55′ 14″ N, 8° 31′ 47″ O | Harpstedt 84 | Durchmesser ca. 22 m und Höhe ca. 0,5 m. Mit auslaufendem Rand. Im Nordbereich durch Waldschneise angeschnitten. | 28959283 | BW   |
| 52° 55′ 13″ N, 8° 31′ 43″ O | Harpstedt 85 | Durchmesser ca. 14 m und Höhe ca. 0,8 m. Annähernd rund mit abgeflachter Kuppe und abgesetztem Rand.             | 28959282 | BW   |

### Harpstedt 89
- ID: 28954808
- Grabhügelfeld mit vier Hügeln (Dm. 17 – 30 m; H. 1 – 2,2 m).

| Lage                        | Bezeichnung  | Beschreibung | ID       | Bild |
| --------------------------- | ------------ | --- | -------- | ---- |
| 52° 53′ 56″ N, 8° 36′ 38″ O | Harpstedt 89 | Durchmesser ca. 17 m und Höhe ca. 1,2 m. | 28959285 | BW   |
| 52° 53′ 53″ N, 8° 36′ 41″ O | Harpstedt 90 | Durchmesser ca. 14 m und Höhe ca. 1,4 m. | 28959287 | BW   |
| 52° 53′ 56″ N, 8° 36′ 35″ O | Harpstedt 93 | Durchmesser ca. 28 m und Höhe ca. 2,2 m. Ehemals rund. Westliche Hälfte beim Straßenbau abgetragen. Östlicher Bereich von Weidezaun abgegrenzt. | 28959286 | BW   |
| 52° 53′ 57″ N, 8° 36′ 38″ O | Harpstedt 94 | Durchmesser ca. 17 m und Höhe ca. 1 m. Mit auslaufendem Rand nach Nordosten.                                                                    | 28959288 | BW   |